# المندینگن، بادن-ورتمبرگ
المندینگن، بادن-ورتمبرگ (به آلمانی: Allmendingen, Baden-Württemberg) یک شهرداری در آلمان است که در الب-دانو-کریس واقع شده‌است.

## خصوصیات
المندینگن ۴۵٫۹۰ کیلومترمربع مساحت دارد ۵۱۸ متر بالاتر از سطح دریا واقع شده‌است.